# Lollipop (gruppo musicale)
Le Lollipop sono un gruppo musicale femminile italiano formatosi nel 2001 tramite il programma televisivo Popstar, durante il quale vennero selezionate le cinque ragazze componenti del gruppo: Marta Falcone, Dominique Fidanza, Marcella Ovani, Veronica Rubino e Roberta Ruiu.
Il gruppo, dopo un iniziale successo e la pubblicazione di due album, si scioglie nel 2004. Negli anni successivi le componenti del gruppo hanno avviato progetti solisti in campo musicale e televisivo.
Nel 2013 il gruppo, ad eccezione di Dominique Fidanza, si è riunito per la pubblicazione di un nuovo singolo. Dal 2017 il gruppo ha ripreso nuovamente le attività, seppur saltuarie, con l'assenza anche di Roberta Ruiu, formato da tre elementi: Marta Falcone, Marcella Ovani e Veronica Rubino.

## Storia

### La formazione aPopstarse il primo album
Si tratta della prima girl band italiana formata in modo mediatico, attraverso il programma televisivo di Italia 1 Popstars, primo talent show ad essere trasmesso sulla televisione italiana. Il nome di questo gruppo viene scelto direttamente dal pubblico ed il concorso viene vinto da una ragazza di Rieti che dà appunto il nome Lollipop.
Il primo singolo, dal titolo Down Down Down, viene presentato al termine della trasmissione, con il line-up già formato: la canzone è in inglese, è scritta da Sabrina Pistone, un'autrice emergente in forza alla WEA/Warner Music Italy, ed esce il 30 marzo 2001; il brano vende 42 000 copie nella prima settimana, raggiungendo il primo posto della classifica italiana dei singoli e venendo certificato disco d'oro. Successivamente il brano supera le 100 000 copie ottenendo anche il disco di platino.
Il 1º giugno 2001 esce il primo album, intitolato Popstars in omaggio alla trasmissione; contiene 11 tracce, tutte in inglese. Il disco raggiunge la posizione n. 14 della classifica italiana. Il secondo singolo estratto dall'album, Don't Leave Me Now, ha un video girato in Costa Azzurra, in un'atmosfera soleggiata ed estiva. Il singolo raggiunge la numero 9 della classifica dei singoli italiana. Durante l'estate del 2001 le Lollipop girano l'Italia con un mini-tour dove propongono live le canzoni del cd Popstars e una versione a cappella del successo di Anastacia I'm Outta Love. Il tour aiuta a incrementare le vendite dell'album. Il terzo singolo estratto dall'album fu When the Rain.

### La partecipazione a Sanremo eBatte forte
Le Lollipop partecipano al Festival di Sanremo 2002, nella categoria Campioni, e cantano per la prima volta nella loro carriera un pezzo in italiano, dal titolo Batte forte. Questa canzone si classifica penultima e nelle vendite raggiunge la posizione n. 9 nella classifica italiana.
Contestualmente all'uscita del singolo esce anche una nuova edizione dell'album Popstars con una nuova copertina e in versione doppio CD: il secondo disco contiene i remix di quasi tutti i pezzi originariamente contenuti nell'album nonché quello di Batte forte, ma nonostante il successo del nuovo singolo la riedizione dell'album riscontra scarso successo commerciale.
Durante l'estate 2002 le Lollipop tornano a girare l'Italia, ma questa volta con il Popstars Tour 2002, una serie di concerti che si rivela più lunga del previsto, tanto da costringere il gruppo a prendersi un periodo di pausa.

### Togethere lo scioglimento
A inizio 2003 esce Credi a me, brano portante della colonna sonora del lungometraggio Disney Il libro della giungla 2. Il singolo, con un video che ha per protagonisti alcuni personaggi Disney, si rivela commercialmente una delusione. L'insuccesso del singolo fa sì che l'uscita del nuovo album, prevista per il 16 maggio 2003, slitti di un anno, anche a causa di una sfavorevole congiuntura di eventi, inclusi disaccordi tra le ragazze e la casa discografica.
Together, il nuovo album, può uscire solo il 23 gennaio 2004, con il primo singolo estratto Dreaming of Love. Le dieci canzoni dell'opera tornano ad essere tutte in inglese, tranne una; la metà delle tracce sono cantate in gruppo mentre, per la restante metà, ogni ragazza canta una canzone solista e due delle componenti (Fidanza e Ruiu) sono autrici del testo della propria canzone.
Il disco tuttavia, uscito in sordina e senza alcuna promozione televisiva e radiofonica, ottiene scarsi risultati di vendita. La Warner non rinnova il contratto perché le ragazze secondo l'opinione dei discografici sono ormai passate di moda. A ciò si uniscono dissapori tra le cantanti, che portano all'annuncio dello scioglimento del gruppo nel marzo dello stesso anno. Scioltosi il gruppo, l'uscita del secondo singolo You, prevista per maggio, non avviene mai, e la canzone viene pubblicata solo come singolo promozionale in formato digitale nell'estate del 2005.
Tra il 2010 e il 2011, prima del ritorno sulle scene, la band (senza Dominique Fidanza, quindi come quartetto) partecipa come ospite nelle trasmissioni televisive Matricole & Meteore e I migliori anni, riproponendo Down Down Down.

### La reunion del 2013

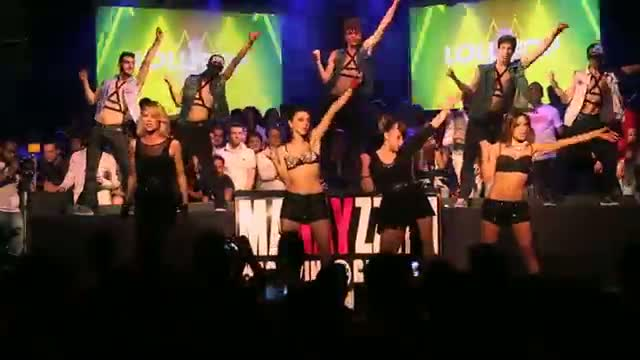
Le Lollipop ai Magazzini Generali di Milano l'11 maggio 2013.

L'8 marzo 2013 le Lollipop annunciano il ricongiungimento per un nuovo tour, dopo nove anni di assenza dalle scene musicali. Il tour, intitolato Lollipop4 per la nuova formazione del gruppo a quattro elementi data l'assenza di Dominique Fidanza, inizia il 30 marzo. Il 9 giugno le Lollipop presentano il nuovo singolo Ciao (Reload) prodotto da Mario Fargetta. Il singolo viene pubblicato in formato digitale e inviato alle radio il 20 giugno, ottenendo un discreto successo (raggiunge la posizione 21 della classifica FIMI di quella settimana). Il giorno successivo viene inoltre pubblicato il video musicale ufficiale della canzone. 
Il gruppo continua ad esibirsi in diverse discoteche e manifestazioni durante tutta l'estate, e il 29 luglio partecipa come ospite alla seconda puntata di Nord sud ovest est - Tormentoni on the road, programma di Italia 1 condotto da Max Pezzali, Paola Iezzi e Jake La Furia. Successivamente al tour estivo, per decisione unisona dei suoi membri il gruppo decide però di non dare seguito al progetto, interrompendo nuovamente le attività.
Il 18 marzo 2015 Marta Falcone e Roberta Ruiu partecipano come ospiti alla puntata dedicata alla musica degli anni 2000 di Emozioni, programma di Rai 2 condotto da Federico Russo, per raccontare gli esordi del loro gruppo.

### Il ritorno come trio nel 2017 e il presente
Il 29 giugno 2017 le Lollipop fanno il loro ritorno in televisione come trio formato da Marcella Ovani, Veronica Rubino e Marta Falcone. Il gruppo partecipa alla terza puntata della seconda edizione del talent show The Winner Is..., condotto da Gerry Scotti in prima serata su Canale 5. Il gruppo, in sfida contro Alessandro Canino, terminata l'esibizione decide di ritirarsi dalla gara, ricevendo come previsto dal regolamento del programma un premio in denaro da investire per nuovi progetti musicali. 
Il 17 gennaio 2018 il gruppo è ospite della prima puntata di 90 Special, programma di Italia 1 condotto da Nicola Savino, dove cantano il loro tormentone Down Down Down e annunciano il ritorno in scena con la pubblicazione di un nuovo singolo. Il singolo, intitolato Ritmo tribale, viene pubblicato il 26 aprile 2018, e il relativo video musicale viene pubblicato il successivo 1º maggio. Dal 2018, seppur non con continuità, il gruppo continua a esibirsi in diverse serate ed eventi.
Nel 2024, la versione "Vanni G remix" del singolo Batte forte, originariamente pubblicata nel 2002, diventa virale su Tik Tok, in particolare nei paesi asiatici. Il brano conquista i primi posti delle classifiche orientali, portando Warner Music Italy alla pubblicazione di un inedito lyric video su YouTube.

## Formazione
Ultima
- Marta Falcone (2001-2005, 2013, 2017-presente)
- Veronica Rubino (2001-2005, 2013, 2017-presente)
- Marcella Ovani (2001-2005, 2013, 2017-presente)

Ex componenti
- Dominique Fidanza (2001-2005)
- Roberta Ruiu (2001-2005, 2013)

## Discografia

### Album in studio
- 2001 – Popstars
- 2004 – Together

### Singoli
- 2001 – Down Down Down
- 2001 – Don't Leave Me Now
- 2001 – When the Rain
- 2002 – Batte forte
- 2003 – Credi a me
- 2004 – Dreaming of Love
- 2013 – Ciao (Reload)
- 2018 – Ritmo tribale

## Tournée
- 2001 – Popstars Tour 2001
- 2002 – Popstars Tour 2002
- 2013 – Lollipop4